# Llorer de Califòrnia
Umbellularia és un gènere monotípic de plantes amb flors, de la família de les Lauràcies. La seva única espècie Umbellularia californica és originària d'Amèrica del Nord. Aquest arbre habita majoritàriament als boscos mixtos de Califòrnia, només a prop de la costa o a l'extrem nord de Califòrnia, on és més humit.
És un arbre perennifoli que creix fins als 30 m d'alçada (excepcionalment 45 m) amb un tronc de fins a 80 cm de diàmetre. Les fulles són fragants amb les vores llises i amb forma de lent, de 3 a 10 cm de longitud i d'1,5 a 3 cm d'amplitud, similar a Laurus nobilis, tot i que generalment més estretes, i sense el marge arrissat d'aquesta espècie. Les flors s'obren des de final de l'hivern i les primeres setmanes de primavera. Les flors són petites, de color groc o verd groguenc, produïdes en una petita umbel·la. El fruit és una baia de 2 a 2,5 cm de longitud i 2 cm d'amplitud, lleugerament tacada de groc, i quan madura és de color porpra.
El gènere va ser descrit per (Christian Gottfried Daniel Nees von Esenbeck) Thomas Nuttall i publicada a The North American Sylva 1(2): 87 l'any 1842.